# Топильня
Топильня, Топилянка — річка в Україні, у Шполянському й Городищенському районах Черкаської області. Права притока Вільшанки (басейн Дніпра).

## Опис
Довжина річки 15 км, похил річки — 3,4 м/км. Площа басейну 49,1 км².

## Розташування
Бере початок у селі Топильна. Тече переважно на північний схід і у селі В'язівок впадає у річку Вільшанку, праву притоку Дніпра. 
Біля витоку річки пролягає автошлях Н16.